# Myrmecia maxima
Myrmecia maxima är en myrart som beskrevs av Moore 1842. Myrmecia maxima ingår i släktet bulldoggsmyror, och familjen myror. Inga underarter finns listade i Catalogue of Life.